# Cass Sunstein

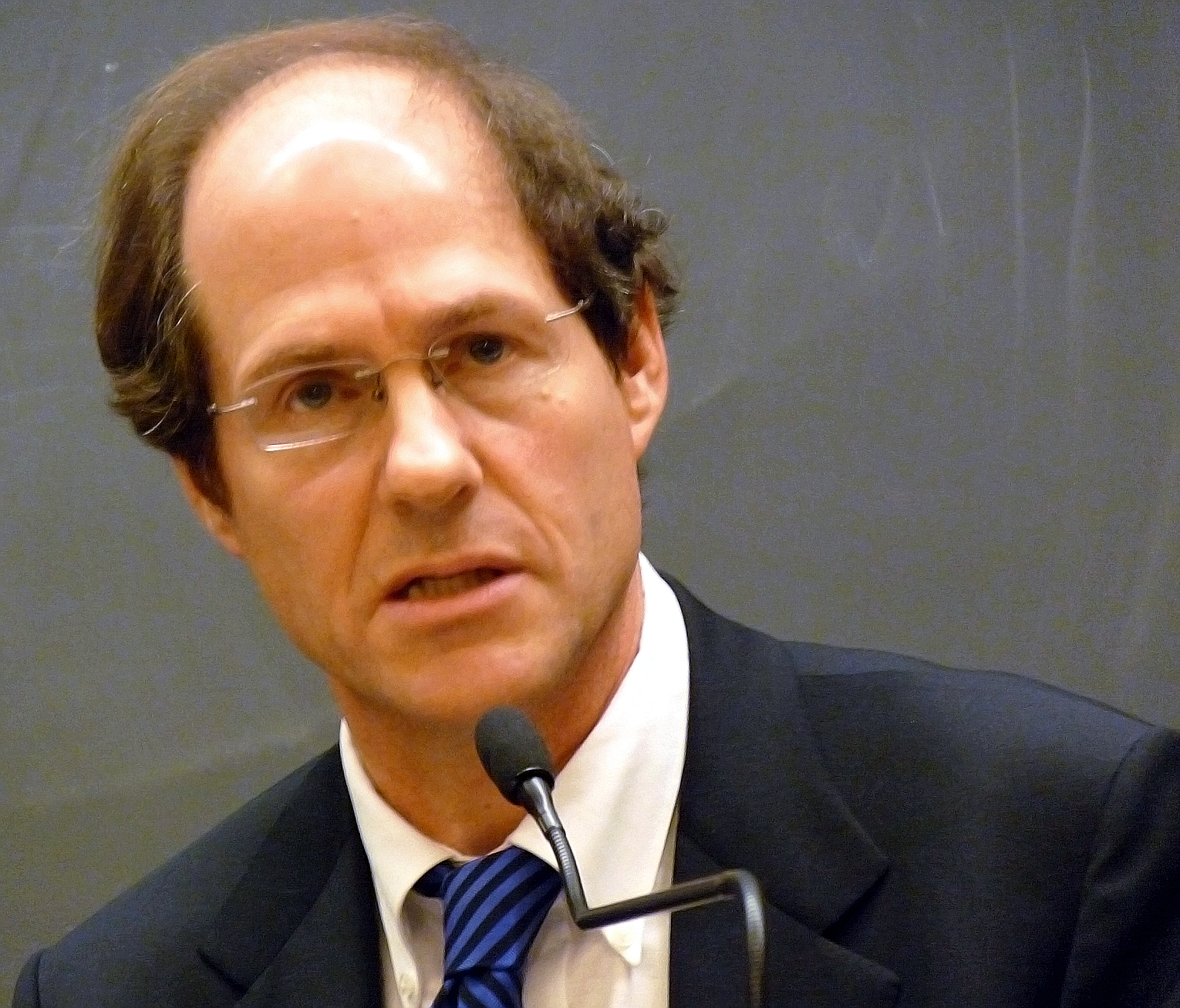
Sunstein (2008)

Cass Robert Sunstein FBA (Concord (Massachusetts), 21 september 1954) is een Amerikaans rechtsgeleerde, in het bijzonder op het gebied van staatsrecht, bestuursrecht, milieurecht, en gedragseconomie. Hij was het hoofd van het bureau voor informatie en regelgeving van het Amerikaanse Witte Huis in de eerste regeerperiode van Barack Obama (2009-2012). Sunstein heeft 27 jaar lesgegeven aan de rechtenfaculteit van de Universiteit van Chicago. Hij ontving eredoctoraten van onder meer de Erasmus Universiteit Rotterdam en de Copenhagen Business School.
Sunstein is de meest geciteerde Amerikaanse rechtsgeleerde, gevolgd door Erwin Chemerinsky en Richard A. Epstein.